# Strigoi
En la mitología rumana, el strigoi en singular y ""strigoii"" en plural articulado son las almas de los muertos que salen de sus tumbas durante la noche para aterrorizar al vecindario. Una strigoaicǎ (femenino) es una bruja.
Estos nombres derivan de a striga, que significa en rumano "chillar", como en italiano strega significa "bruja". Derivan de la palabra latina strix, que designa a una pequeña ave vampírica.
Una strigoi viu (plural: strigoi vii) es una bruja vampira. Un strigoi mort (plural: strigoi morţi) es un muerto vampiro.
De forma similar, de acuerdo con la mitología rumana y albanesa, una striga es una especie de bruja-vampiro que se desliza en los cuartos de los pequeños y absorbe su fuerza vital.
Para que los strigoi dejen en paz a sus víctimas, hay que desperdigar semillas con clavos ocultos dentro de ellas. Estas criaturas obsesivas no pueden seguir su camino sin antes contar las semillas. Cuando se pinchan con los clavos ocultos, comienzan a contar otra vez. 
La única manera de eliminarlos es arrancándoles el corazón a plena luz del día y anclándoles a la tumba con estacas.
Se cree que los strigoi no se convierten mediante la mordida de otro vampiro, sino que son el séptimo hijo varón de una bruja, o de alguna mujer que haya cometido adulterio. A simple vista no se diferencian de los humanos. Hay tradiciones que afirman que los strigoi son vampiros humanos, es decir, humanos con capacidades vampíricas pero sometidos a las leyes naturales. Otras versiones sostienen que los strigoi pertenecen al orden supremo en la jerarquía vampírica.

## En la literatura
El escritor Dan Simmons utiliza ese término en la novela Los hijos de las Tinieblas para designar a un grupo de humanos que presentan enfermedades sanguíneas teóricamente fatales, pero que compensan esa debilidad gracias a un órgano suplementario y a un retrovirus que les permite metabolizar los elementos de los que carecen.
También Guillermo del Toro y Chuck Hogan utilizan el término strigoi en los libros de la Trilogía de la Oscuridad (Nocturna, Oscura y Eterna), y es el nombre que uno de los personajes principales utiliza para referirse a los vampiros. Entre el año 2014 y 2017 se transmitió por el canal FX una serie basada en la trilogía del Toro y Hogan en la que se pueden apreciar las características físicas y el comportamiento de los strigoi, liderados por un ser muy antiguo y poderoso al que denominan "el Amo" o "the Master" en inglés. 
En la novela juvenil basada sobre el mito de los vampiros de Richelle Mead , "Academia de vampiros", se utiliza el término para hablar de los vampiros muertos.
El novelista irlandés Abraham Stoker, usó esta palabra en su obra Drácula, escrita en 1897. Cuando falleció a consecuencia de la sífilis a los 64 años, en sus últimos minutos de vida no paraba de pronunciar “strigoi” mientras señalaba a una esquina de la habitación.
En la saga Mihai de Macu Marrero se reinventa un nuevo strigoi. En Mihai, mi historia junto a un strigoi y en Señales, la autora relata la lucha de estos seres mitológicos y detalla sus características físicas y que los diferencian de los vampiros.
También aparecen en la novela de Agustín Fernández Paz A neve interminable.
En la novela Pie de Bruja, de Carolina Andújar, el personaje Slaven es un strigoi descendiente de la familia Draculêa, consumida por una maldición que hace al primogénito perder el control y asesinar a la mayor parte de su familia, exceptuando normalmente a su progenitor strigoi. Además, en el libro la escritura de la palabra es “strigôi” (en rumano se escribe “strigoi”, pero se puede intercambiar con “strâgoiul”).